# Lista de jogos RPG de Mario

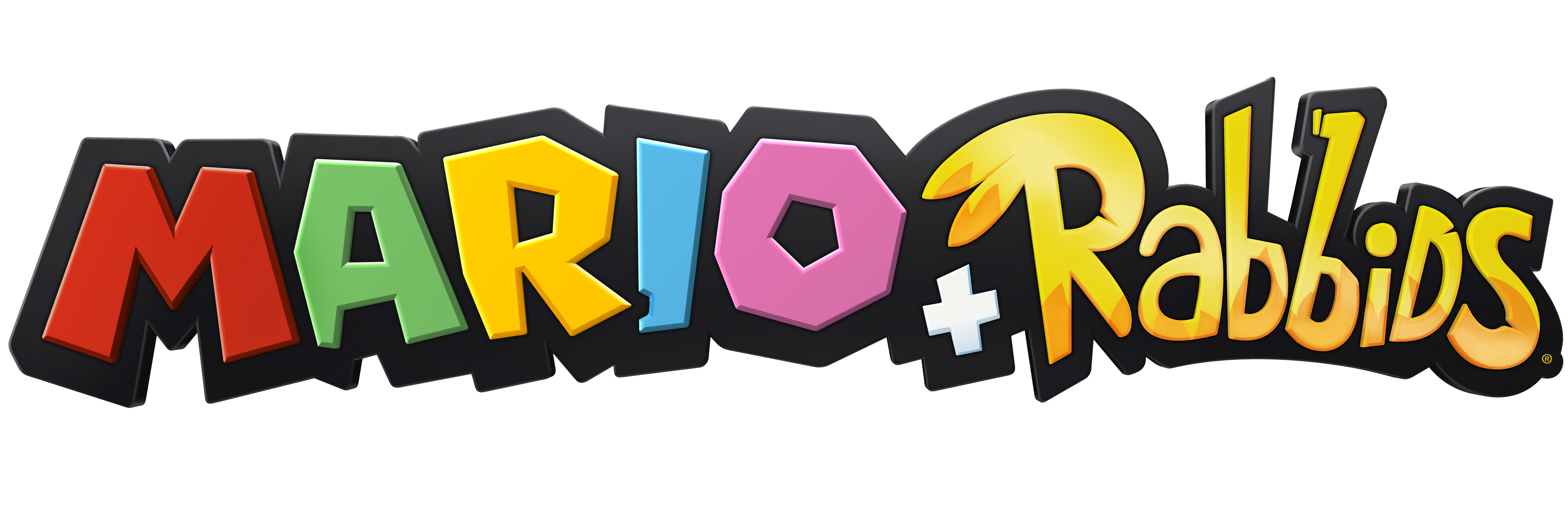
Logo do jogo Mario RPG

A franquia Mario inspirou vários jogos de RPG de Mario a serem lançados em vários consoles de jogos eletrônicos da Nintendo. Todos os jogos apresentam Mario como o protagonista, que é frequentemente acompanhado por um ou mais personagens jogáveis, incluindo personagens de Mario existentes e personagens originais introduzidos em cada jogo.
O primeiro jogo a introduzir elementos de RPG na franquia Mario foi o Super Mario RPG, desenvolvido pela Square e lançado em 1996 para o Super Famicom e o SNES. O jogo não tem uma sequência direta. Consideradas sequências temáticas e espirituais, duas séries sucessivas de Mario com temas de RPG, a série Paper Mario e a série Mario & Luigi, seguiram as convenções estabelecidas no original. Os jogos Paper Mario foram desenvolvidos pela Intelligent Systems e são famosos por seus estilos visuais distintos, e os jogos Mario & Luigi foram desenvolvidos pela AlphaDream, todos exibidos apenas em consoles portáteis. As entradas mais recentes em cada série são Paper Mario: Color Splash para Wii U e o jogo para Nintendo 3DS Mario & Luigi: Superstar Saga + Bowser's Minions.

## Super Mario RPG
| Título | Detalhes                                                                   |
| --- | -------------------------------------------------------------------------- |
| Super Mario RPG: Legend of the Seven Stars Data de lançamento original: - JP: 9 de março de 1996 - AN: 13 de maio de 1996 | Anos de lançamento por sistema: 1996 – Super Nintendo Entertainment System |
| Super Mario RPG: Legend of the Seven Stars Data de lançamento original: - JP: 9 de março de 1996 - AN: 13 de maio de 1996 | Notas: - Incluído em console dedicado para Super NES Classic Edition.      |

## SériePaper Mario
| Título | Detalhes |
| --- | --- |
| Paper Mario Data de lançamento original: - JP: 11 de agosto de 2000 - AN: 5 de fevereiro de 2001 - EU: 5 de outubro de 2001 - AU: 5 de outubro de 2001                           | Anos de lançamento por sistema: 2000 – Nintendo 64 |
| Paper Mario Data de lançamento original: - JP: 11 de agosto de 2000 - AN: 5 de fevereiro de 2001 - EU: 5 de outubro de 2001 - AU: 5 de outubro de 2001                           | Notas: - Conhecido no Japão como Mario Story (マリオストーリー) - Originalmente intitulado como Super Mario RPG 2 no desenvolvimento inicial.                  |
| Paper Mario: The Thousand-Year Door Data de lançamento original: - JP: 22 de julho de 2004 - AN: 11 de outubro de 2004 - EU: 12 de novembro de 2004 - AU: 18 de novembro de 2004 | Anos de lançamento por sistema: 2004 – GameCube |
| Paper Mario: The Thousand-Year Door Data de lançamento original: - JP: 22 de julho de 2004 - AN: 11 de outubro de 2004 - EU: 12 de novembro de 2004 - AU: 18 de novembro de 2004 | Notas: - Known in Japan as Paper Mario RPG (ペーパーマリオRPG) - In Japan, originally titled Mario Story 2 - Originally titled Paper Mario 2 in North America. |
| Super Paper Mario Data de lançamento original: - AN: 9 de abril de 2007 - JP: 19 de abril de 2007 - EU: 14 de setembro de 2007 - AU: 20 de setembro de 2007                      | Anos de lançamento por sistema: 2007 – Wii |
| Super Paper Mario Data de lançamento original: - AN: 9 de abril de 2007 - JP: 19 de abril de 2007 - EU: 14 de setembro de 2007 - AU: 20 de setembro de 2007                      | Notas: - Anunciado em E3 2006, originalmente como um título de GameCube. - Primeiro jogo de Mario e Paper Mario lançado no Wii.                                |
| Paper Mario: Sticker Star Data de lançamento original: - AN: 11 de novembro de 2012 - JP: 6 de dezembro de 2012 - EU: 7 de dezembro de 2012 - AU: 8 de dezembro de 2012          | Anos de lançamento por sistema: 2012 – Nintendo 3DS |
| Paper Mario: Sticker Star Data de lançamento original: - AN: 11 de novembro de 2012 - JP: 6 de dezembro de 2012 - EU: 7 de dezembro de 2012 - AU: 8 de dezembro de 2012          | Notas: - Conhecido no Japão Paper Mario: Super Seal (ペーパーマリオスーパーシール) - Primeiro jogo Paper Mario a aparecer num console portátil.                |
| Paper Mario: Color Splash Data de lançamento original: - AN: 7 de outubro de 2016 - EU: 7 de outubro de 2016 - AU: 8 de outubro de 2016 - JP: 13 de outubro de 2016              | Anos de lançamento por sistema: 2016 – Wii U |
| Paper Mario: Color Splash Data de lançamento original: - AN: 7 de outubro de 2016 - EU: 7 de outubro de 2016 - AU: 8 de outubro de 2016 - JP: 13 de outubro de 2016              | Notas: - Uma continuação de Sticker Star, com muitos dos mesmos personagens. - Último jogo de Mario para o Wii U.                                              |
| Paper Mario: The Origami King Data de lançamento original: - AN: 17 de julho de 2020 - EU: 17 de julho de 2020 - AU: 17 de julho de 2020 - JP: 17 de julho de 2020               | Anos de lançamento por sistema: 2020 - Nintendo Switch |
| Paper Mario: The Origami King Data de lançamento original: - AN: 17 de julho de 2020 - EU: 17 de julho de 2020 - AU: 17 de julho de 2020 - JP: 17 de julho de 2020               | Notas: - First Paper Mario game for the Nintendo Switch. |

## SérieMario & Luigi
| Título | Detalhes |
| --- | --- |
| Mario & Luigi: Superstar Saga Data de lançamento original: - AN: 17 de novembro de 2003 - JP: 21 de novembro de 2003 - EU: 22 de novembro de 2003 - AU: 28 de novembro de 2003                                 | Anos de lançamento por sistema: 2003 – Game Boy Advance |
| Mario & Luigi: Superstar Saga Data de lançamento original: - AN: 17 de novembro de 2003 - JP: 21 de novembro de 2003 - EU: 22 de novembro de 2003 - AU: 28 de novembro de 2003                                 | Notas: - Known in Japan as Mario & Luigi RPG (マリオ＆ルイージRPG) |
| Mario & Luigi: Partners in Time Data de lançamento original: - AN: 28 de novembro de 2005 - JP: 29 de dezembro de 2005 - EU: 27 de janeiro de 2006 - UK: 10 de fevereiro de 2006 - AU: 23 de fevereiro de 2006 | Anos de lançamento por sistema: 2005 – Nintendo DS |
| Mario & Luigi: Partners in Time Data de lançamento original: - AN: 28 de novembro de 2005 - JP: 29 de dezembro de 2005 - EU: 27 de janeiro de 2006 - UK: 10 de fevereiro de 2006 - AU: 23 de fevereiro de 2006 | Notas: - Conhecido no Japão como Mario & Luigi RPG 2x2 (マリオ&ルイージRPG2×2) - Os irmãos Mario são jogáveis, juntamente com suas versões bebês, Baby Mario e Baby Luigi. |
| Mario & Luigi: Bowser's Inside Story Data de lançamento original: - JP: 11 de fevereiro de 2009 - AN: 14 de setembro de 2009 - EU: 9 de outubro de 2009 - AU: 22 de outubro de 2009                            | Anos de lançamento por sistema: 2009 – Nintendo DS |
| Mario & Luigi: Bowser's Inside Story Data de lançamento original: - JP: 11 de fevereiro de 2009 - AN: 14 de setembro de 2009 - EU: 9 de outubro de 2009 - AU: 22 de outubro de 2009                            | Notas: - Conhecido no Japão Mario & Luigi RPG 3!!! (マリオ&ルイージRPG3!!!) - Bowser é jogável. |
| Mario & Luigi: Dream Team Data de lançamento original: - EU: 12 de julho de 2013 - AU: 13 de julho de 2013 - JP: 18 de julho de 2013 - AN: 11 de agosto de 2013                                                | Anos de lançamento por sistema: 2013 – Nintendo 3DS |
| Mario & Luigi: Dream Team Data de lançamento original: - EU: 12 de julho de 2013 - AU: 13 de julho de 2013 - JP: 18 de julho de 2013 - AN: 11 de agosto de 2013                                                | Notas: - Conhecido no Japão como Mario & Luigi RPG 4: Dream Adventure (マリオ&ルイージRPG4 ドリームアドベンチャー) - Conhecido na Europa e na Austrália como Mario & Luigi: Dream Team Bros. |
| Mario & Luigi: Paper Jam Data de lançamento original: - JP: 3 de dezembro de 2015 - EU: 4 de dezembro de 2015 - AU: 10 de dezembro de 2015 - AN: 22 de janeiro de 2016                                         | Anos de lançamento por sistema: 2015 – Nintendo 3DS |
| Mario & Luigi: Paper Jam Data de lançamento original: - JP: 3 de dezembro de 2015 - EU: 4 de dezembro de 2015 - AU: 10 de dezembro de 2015 - AN: 22 de janeiro de 2016                                         | Notas: - Conhecido no Japão como Mario & Luigi RPG Paper Mario Mix (マリオ＆ルイージRPG ペーパーマリオMIX) - Conhecido na Europa e na Austrália como Mario & Luigi: Paper Jam Bros. - Paper Mario é jogável ao lado à sua contraparte, Mario e Luigi. - Este é um crossover entre as séries Paper Mario e Mario & Luigi. - A contraparte de papel de Luigi, Paper Luigi, foi originalmente planejado para ser um personagem jogável. - Este também é um spin-off de Paper Mario. |

## sérieMario + Rabbids
| Título | Detalhes |
| --- | --- |
| Mario + Rabbids Kingdom Battle Data de lançamento original: - WW: 29 de agosto de 2017 - JP: 18 de janeiro de 2018 | Anos de lançamento por sistema: 2017 – Nintendo Switch |
| Mario + Rabbids Kingdom Battle Data de lançamento original: - WW: 29 de agosto de 2017 - JP: 18 de janeiro de 2018 | Notas: - Um crossover entre as franquias Mario e Raving Rabbids. - O primeiro jogo RPG de Mario que foi publicado por um terceiro. - O jogo foi publicado pela Ubisoft nas Américas e na região PAL, enquanto a Nintendo publicou o jogo no Japão e em outros territórios asiáticos como Coréia do Sul, Hong Kong e Taiwan. |
| Mario + Rabbids Sparks of Hope Data de lançamento original: - WW: 2022                                             | Anos de lançamento por sistema: 2022 – Nintendo Switch |
| Mario + Rabbids Sparks of Hope Data de lançamento original: - WW: 2022                                             | Notas: - Anunciado na E3 2021 durante a apresentação Ubisoft Forward. |

## Remakes
| Título | Detalhes |
| --- | --- |
| Mario & Luigi: Superstar Saga + Bowser’s Minions Data de lançamento original: - JP: 5 de outubro de 2017 - AN: 6 de outubro de 2017 - EU: 6 de outubro de 2017 - AU: 7 de outubro de 2017 | Anos de lançamento por sistema: 2017 – Nintendo 3DS |
| Mario & Luigi: Superstar Saga + Bowser’s Minions Data de lançamento original: - JP: 5 de outubro de 2017 - AN: 6 de outubro de 2017 - EU: 6 de outubro de 2017 - AU: 7 de outubro de 2017 | Notas: - Um remake expandido de Mario & Luigi: Superstar Saga para o Game Boy Advance. - Conhecido no Japão Mario & Luigi RPG1 DX (マリオ＆ルイージRPG1 DX)   |
| Mario & Luigi: Bowser's Inside Story + Bowser Jr.'s Journey Data de lançamento original: - WW: 11 de enero de 2019                                                                        | Anos de lançamento por sistema: 2019 – Nintendo 3DS |
| Mario & Luigi: Bowser's Inside Story + Bowser Jr.'s Journey Data de lançamento original: - WW: 11 de enero de 2019                                                                        | Notas: - Um remake expandido de Mario & Luigi: Bowser's Inside Story para o Nintendo DS. - Conhecido no Japão Mario & Luigi RPG3 DX (マリオ＆ルイージRPG3 DX) |